# Etykietowanie dysków optycznych
Etykietowanie dysków optycznych – etykietowanie, czy inaczej opisywanie dysków optycznych to zbiór technik, służących do trwałego oznaczania dysków CD i DVD.
Nanoszenie etykiet bezpośrednio na powierzchnię dysku optycznego można przeprowadzić na kilka sposobów.
Zapis ręczny:
- Najprostszym i prawdopodobnie najpopularniejszym sposobem jest ręczne zapisywanie informacji przy pomocy specjalnego niezmywalnego markera (ang. permanent marker). Nie wszystkie markery dostępne na rynku nadają się do opisywania płyt CD i DVD, ponieważ wiele z nich zawiera ksylen i toluen, które mogą uszkodzić powierzchnię dysku. Bezpieczniejsze są markery na bazie alkoholu lub wodne.

Naklejki:
- Naklejki umieszczane na dyskach wykonane są ze specjalnego papieru pokrytego z jednej strony klejem. Rozwiązanie to traci na popularności ze względu na duże niedogodności związane z właściwym i trwałym umocowaniem naklejki na powierzchni dysku. Przyklejenie naklejki na dysku zabrudzonym, np. tłustymi odciskami palców może spowodować jej oderwanie podczas wirowania wewnątrz napędu, co w wielu przypadkach skutkuje całkowitym zniszczeniem nośnika (ang. CD Shattering) i prowadzi najczęściej do trwałego uszkodzenia napędu.

Nadruki:
- Istnieją dwie techniki drukowania na powierzchni dysku

Druk atramentowy
Druk termosublimacyjny
Etykietowanie bezpośrednio w nagrywarce:
- DiscT@2
- LightScribe
- Labelflash